# Thereva flavolineata
Thereva flavolineata är en tvåvingeart som beskrevs av Enrico Adelelmo Brunetti 1912. Thereva flavolineata ingår i släktet Thereva och familjen stilettflugor. Inga underarter finns listade i Catalogue of Life.